# Amt Eiderkanal
Het Amt Eiderkanal is een Amt in de Duitse deelstaat Sleeswijk-Holstein. Het omvant zeven gemeenten in de Kreis Rendsburg-Eckernförde. Het bestuur is gevestigd in Osterrönfeld. Het Amt ontstond in 2007 door samenvoeging van het voormalige Amt Osterrönfeld met de tot dan Amtvrije gemeente Schacht-Audorf.

## Deelnemende gemeenten
- Bovenau
- Haßmoor
- Ostenfeld (Rendsburg)
- Osterrönfeld
- Rade b. Rendsburg
- Schacht-Audorf
- Schülldorf